# Liste der Wappen in der Comarca Alt Empordà
Die Liste der Wappen in der Comarca Alt Empordà beinhaltet alle in der Wikipedia gelisteten Wappen der Orte in der Comarca Alt Empordà in Katalonien. In dieser Liste werden die Wappen mit dem Gemeindelink angezeigt. 

## Wappen der Comarca Alt Empordà

Alt Empordà
Lage der Comarca in Katalonien

## Wappen der Gemeinden in der Comarca Alt Empordà

Agullana
Albanyà
L’Armentera
Avinyonet de Puigventós
Bàscara
Biure
Boadella i les Escaules
Borrassà
Cabanelles
Cabanes
Cadaqués
Cantallops
Capmany
Castelló d’Empúries
Cistella
Colera
Darnius
L’Escala
Espolla
El Far d’Empordà
Figueres
Fortià
Garriguella
Garrigàs
La Jonquera
Lladó
Llançà
Llers
Masarac
Maçanet de Cabrenys
Mollet de Peralada
Navata
Ordis
Palau de Santa Eulàlia
Palau-saverdera
Pau
Pedret i Marzà
Peralada
Pont de Molins
Pontós
El Port de la Selva
Portbou
Rabós
Riumors
Roses
Sant Climent Sescebes
Sant Llorenç de la Muga
Sant Miquel de Fluvià
Sant Mori
Sant Pere Pescador
Santa Llogaia d’Àlguema
Saus
La Selva de Mar
Siurana
Terrades
Torroella de Fluvià
La Vajol
Ventalló
Vila-sacra
Vilabertran
Viladamat
Vilafant
Vilajuïga
Vilamacolum
Vilamalla
Vilamaniscle
Vilanant
Vilaür